# Сухомлин, Иван Моисеевич
Ива́н Моисе́евич Сухомли́н (19 мая 1911, Малая Виска, Елисаветградский уезд, Херсонская губерния, Российская империя — 28 августа 1993, Жуковский, Россия) — советский лётчик-испытатель, полковник авиации. Герой Советского Союза (1971), заслуженный лётчик-испытатель СССР (1960), заслуженный мастер спорта СССР (1960).

## Биография
Родился 19 мая 1911 года в посёлке Малая Виска на Украине. В 1928 году окончил 7 классов средней школы. С 1926 года — подсобный рабочий на сахарном заводе, затем был ремонтным рабочим на железной дороге и учеником тракториста на сахарном заводе.
В РККА с декабря 1928 года. В 1929 году окончил Ленинградскую военно-теоретическую школу лётчиков, в 1930 году — Борисоглебскую военную авиационную школу лётчиков, а в 1931 году — Севастопольскую военную авиационную школу. С 1931 года был лётчиком-инструктором Ейской военной школы лётчиков.
Неоднократно участвовал в планёрных состязаниях, в том числе планерных слётах на горе Клементьева. В октябре 1934 года на планёре «Сталинец-2» установил всесоюзный рекорд продолжительности полёта на двухместном планёре — 24 часа и 10 минут. 2-3 октября 1935 года на планёре «Сталинец-4» установил ещё один всесоюзный рекорд продолжительности полёта на одноместном планёре — 38 часов и 10 минут. Эти рекорды превышали ряд мировых достижений, но не были официально зарегистрированы как мировые.
В 1937—1943 годах — на лётно-испытательной работе в Научно-испытательном институте морской авиации. Провёл государственные испытания гидросамолётов Че-2, МБР-7, АНТ-44, Бе-4, МДР-7 и других.
В боях Великой Отечественной войны с июня 1941 года. Сначала был лётчиком 80-й отдельной авиационной эскадрильи ВВС Черноморского флота, летал на бомбардировщике АНТ-44. Сбрасывал бомбы на военные объекты в Румынии, совершил рейсы в осаждённый врагом Севастополь для перевозки военных грузов и эвакуации раненых.
В феврале 1943 года стал помощником командира 2-го гвардейского истребительного авиационного полка Северного флота по лётной подготовке и воздушному бою. Совершил несколько боевых вылетов на истребителях Р-39 «Аэрокобра» и Як-1, неоднократно принимал участие в воздушных боях.
После победы вернулся на лётно-испытательную работу в Научно-испытательный институт морской авиации. 30 мая 1952 года поднял в небо и впоследствии провёл испытания первой реактивной летающей лодки Р-1. Провёл государственные испытания гидросамолётов Бе-6, Бе-6М, торпедоносца Ту-2Т, реактивного торпедоносца Ту-14Т и ряда других самолётов.
С 1954 года — на лётно-испытательной работе в ОКБ Туполева. 23 января 1962 года поднял в небо и провёл испытания военного самолёта Ту-126. Испытал бомбардировщик Ту-95, пассажирский самолёт Ту-114 и их модификации. Принимал участие в испытаниях реактивного бомбардировщика Ту-16, реактивного пассажирского самолёта Ту-104, военно-транспортного самолёта Ту-116 и других самолётов.
Установил 42 мировых авиационных рекорда (из них 5 — вторым пилотом). В 1940 году — 6 рекордов скорости и грузоподъёмности на самолёте-амфибии АНТ-44, а далее — 36 рекордов скорости и грузоподъёмности на самолёте Ту-114.
Указом Президиума Верховного Совета СССР от 26 апреля 1971 года за мужество и героизм, проявленные при испытании новой авиационной техники, полковнику Сухомлину было присвоено звание Героя Советского Союза.
В декабре 1973 года ушёл в отставку в звании полковника. Жил в городе Жуковский, в последние годы в посёлке Родники.
В 1973 году на вершине горы Клементьева был установлен памятник пионерам планерного спорта. В открытии приняли участие организатор планерного спорта К. К. Арцеулов, конструктор авиационной техники, Герой Социалистического Труда М. К. Тихонравов, конструкторы авиационной техники, лауреаты Государственной премии СССР С. Н. Люшин и И. П. Толстых, начальник экспериментального конструкторского бюро С. Исаев, авиационный конструктор В. К. Грибовский, летчики-испытатели, Герои Советского Союза С. Н. Анохин, М. А. Нюхтиков и в их числе, как один из стоявших у истоков планеризма СССР И. М. Сухомлин.
Скончался 28 августа 1993 года. Похоронен в посёлке Родники.

## Награды
- Медаль «Золотая Звезда» № 11400  (26.04.1971);
- три ордена Ленина (25.05.1936, 26.10.1955, 26.04.1971);
- три ордена Красного Знамени (06.03.1943, 20.06.1949, 22.07.1966);
- два ордена Отечественной войны I степени (31.05.1945, 06.04.1985);
- два ордена Красной Звезды (03.11.1944, 12.07.1957);
- другие награды.